# CJ푸드빌
씨제이 푸드빌(주)(영어: CJ Foodville Co., Ltd.)은 CJ그룹 계열의 외식서비스 기업이다.

## 연혁
- 1994년: 제일제당의 외식 사업부로 인해 출범
- 1994년: 일본 패밀리레스토랑 기업 스카이락 브랜드 제휴
- 1997년: 베이커리 브랜드 뚜레쥬르, 스테이크하우스 브랜드 빕스 출시
- 1999년: 뚜레쥬르 한국능률협회 우수 브랜드 선정
- 2000년: CJ푸드빌로 인해 독립, 출범(CJ제일제당에서 분사)
- 2006년: CJ 베이커리 사업부를 인해 인수 합병
- 2009년: 장애인 고용 신뢰기업 노동부장관상 (트루컴퍼니)
- 2002년: 디저트 카페 브랜드 투썸플레이스 출시
- 2003년: CJ푸드빌 한국 외식 경영학회 선정 2003년 최우수 외식 기업 선정
- 2004년: 뚜레쥬르 미국 1호점으로 인해 오픈
- 2004년 1월: 본점을 서울 강남구 대치동 984-8소재로 이전
- 2005년: 뚜레쥬르 중국 1호점으로 인해 오픈
- 2006년: 뚜레쥬르 한국능률협회 한국산업고객만족도(KCSI) 5년 연속 1위 선정, 빕스 CJ Onlyone대상 고객 서비스 부문 대상 수상, 전통 씨푸드 레스토랑 씨푸드오션, 차이니즈 레스토랑 차이나팩토리, 뉴욕스타일 다이닝 카페 더플레이스, 프리미엄 아이스크림 전문점 콜드스톤 크리머리 출시
- 2006년 12월: 본점을 서울 서초구 방배동 1026-28소재로 인해 이전
- 2007년: 빕스 한국생산성본부 국가고객만족도(NCSI) 1위 선정
- 2007년 9월: 본점을 서울시 서초구 방배동 3250 구산타워 소재로 인해 이전
- 2008년: 뚜레쥬르 1000호점 돌파, 뚜레쥬르, 빕스, 씨푸드오션 한국표준협회 한국서비스품질지수(KS-SQI) 1위 선정, 빕스 한국생산성본부 국가브랜드경쟁력지수(NBCI) 1위 선정, 씨푸드오션 한국능률협회 한국산업의 브랜드파워(K-BPI) 1위 선정
- 2009년: 뉴욕 정통 스테이크하우스 더스테이크하우스 바이 빕스 브랜드 출시
- 2011년 5월: 본점을 서울특별시 중구 쌍림동 292 씨제이제일제당빌딩으로 인해 이전
- 2013년: CJ엔시티의 컨세션 부문으로 인해 합병.
- 2014년: CJ엔시티(N사업부)로 인해 합병
- 2016년: 웨딩연회업 부문을 아펠가모주식회사(이재현 회장 처남 투자사 김흥기 대표)으로 인해 분할.
- 2017년 7월 10일: 법인등기부등본상 주소 변경: 서울특별시 중구 마른내로 34 (초동)
- 2018년 2월 1일: 커피 부문을 투썸플레이스주식회사로 인해 분할

## 브랜드
- 뚜레쥬르
- 빕스(더스테이크하우스 바이 빕스)
- THE PLACE
- 제일제면소
- CJ푸드월드
  - 계절밥상 소반
  - 차이나 팩토리 익스프레스
  - 경양식당
- N서울타워
  - 엔그릴
  - 한쿡
  - 더플레이스다이닝
  - N버거
  - N테라스
  - N스위트
  - N스위트바

## 과거 브랜드
- 스카이락: 1994년부터 2006년까지 사업
- 스위트리: 2006년경 폐업
- 도노스튜디오: 2008년 폐업
- 씨푸드오션: 2013년 12월 폐업
- 피셔스마켓: 2014년 2월 폐업
- 콜드스톤: 2015년 12월 20일 철수
- 차이나팩토리: 2017년 5월 21일 폐업
- 차이나팩토리 딜라이트: 2018년 3월 25일 폐업
- 다담(CJ제일제당으로 이관)
- 우오(CJ제일제당으로 이관)
- 몽중헌(CJ제일제당으로 이관)
- 투썸커피(투썸플레이스로 이관)
- 투썸플레이스(투썸플레이스로 이관): 2018년 2월의 자회사로 분리한 후, 2019년 4월에 매각
- 로코커리: 단독레스토랑은 2014년 2월 28일 폐업했으나, CJ푸드월드 내 매장은 2017년 6월 1일 폐업
- 비비고: 레스토랑은 2018년 4월 25일 폐업했으나, CJ푸드월드 내 매장은 계절밥상 소반으로 인해 변경
- 주스솔루션: 2019년 1월 31일 폐업
- 부산타워
- 빕스버거: 2021년 12월 31일 폐업
- 계절밥상: 2022년 4월 30일 폐업
- 방콕9

## 같이 보기
- GFFG
- 롯데GRS
- 이랜드파크
- 한화푸드테크